# Paracelsus Klinik Adorf
Die Paracelsus Klinik Adorf ist eine Akutklinik im vogtländischen Adorf mit Trägerschaft der deutschen Klinikgruppe Paracelsus Kliniken mit dem Hauptsitz in Osnabrück.

## Geschichte

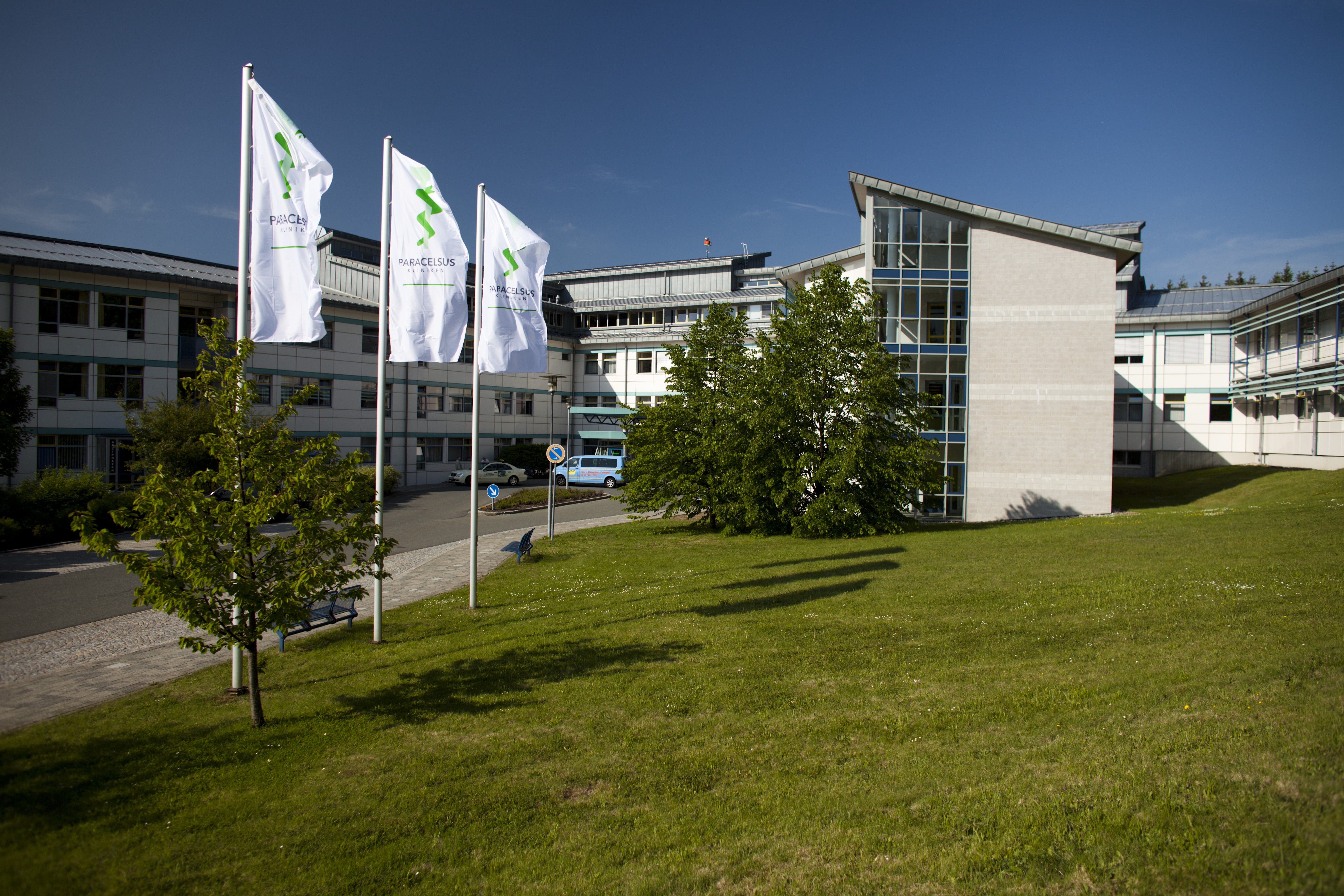
Außenansicht Paracelsus Klinik Adorf

Im Jahr 1991 entschloss man für den damaligen Landkreis Oelsnitz die Krankenhausstandorte Oelsnitz und Bad Elster zu schließen und plante einen Neubau in Adorf. Zusammen mit dem Adorfer Bürgermeister Christian Heidan, Landrat Abele und Kreistagspräsident Seffner wurde  am 6. Dezember 1992 der erste Spatenstich für das Waldkrankenhaus Adorf im Ortsteil Sorge ausgeführt.
Der Neubau wurde auf dem Gelände einer im Jahr 1906 in Betrieb genommenen Heilanstalt für Lungenkranke errichtet. Diese Heilstätte diente ab den 1990er Jahren als Seniorenpflegeheim. Die verbliebenen Gebäude befinden sich in unmittelbarer Nachbarschaft zum Krankenhaus und stehen heute leer.
Nach einer Interessenbekundung der Paracelsus-Gruppe die Trägerschaft zu übernehmen, gab es den ersten Entwurf eines Betreibervertrages für den Standort Schöneck. Zur Jahreswende 1992/1993 ging das Krankenhaus an die Paracelsus-Gruppe über.
Bereits im Jahr 1996 konnte das neu erbaute Krankenhaus unter dem Namen Waldkrankenhaus Adorf als Ersatz für die ehemaligen Standorte Bad Elster und Oelsnitz in Betrieb genommen werden.
Wie der Standort Schöneck wurde auch das Waldkrankenhaus Adorf im Jahr 2003 privatisiert und die Trägerschaft von der Paracelsus Klinik GmbH & Co. KGaA übernommen.
Im Jahr 2009 kam es zu einer Fusion der Kliniken Adorf und Schöneck.

## Fachbereiche
Die Paracelsus Klinik Adorf besitzt eine ambulante und stationäre medizinische Versorgung. Zu den Fachbereichen der Paracelsus Klinik Adorf zählen die
- Anästhesie/Intensivmedizin
- Allgemein- und Viszeralchirurgie
- Gefäßchirurgie
- Orthopädie und Unfallchirurgie
- Innere Medizin
- Akutgeriatrie
- geriatrische Tagesklinik
- Palliativmedizin
- Schmerzmedizin
- Diagnostische und interventionelle Radiologie
- Physio- und Ergotherapie.[7]

Das medizinische Versorgungszentrum (MVZ)  der Paracelsus Klinik deckt  ambulante medizinische Leistungen ab. Die Klinik betreut dabei Patienten in den Fachbereichen
- Allgemeinmedizin
- Anästhesie und Schmerztherapie
- Chirurgie
- Handchirurgie
- Gefäßchirurgie
- Onkologie
- Orthopädie
- Physikalische und Rehabilitative Medizin
- Wirbelsäulenchirurgie

Eine Röntgenabteilung für eine  Diagnostik steht ebenfalls im Haus zur Verfügung. Diese  Behandlungsmöglichkeit in der Medizin gewährleistet für die Patienten in der Region eine engere Vernetzung von ambulanten und klinischen Leistungen.
Am Standort Adorf sind außerdem zwei medizinische Zentren vertreten. Das Endoprothetikzentrum sowie das Zentrum für Schmerztherapie.

## Zertifizierungen
(Quelle: )
- EndoCert – EndoProthetikZentrum
- Aktion Saubere Hände
- Audit berufundfamilie